# 北野明仁
北野 明仁（きたの あきひと、1961年3月7日 - ）は、京都府出身の元プロ野球選手（投手、内野手）。

## 来歴・人物
宇治高から、1978年の江川卓の「空白の一日」問題で同年のドラフト会議に不参加の読売ジャイアンツがドラフト外で獲得。
1981年まで投手としてプレーしていたが、1982年に二軍で本塁打を1本打った結果を買われて内野手に転向する。しかし、このシーズン限りで現役を引退。投手、野手ともに一軍公式戦出場は無かった。
引退後、用具係を経て1984年巨人の打撃投手となる。後に松井秀喜の調整役をシーズンオン・オフ問わず担ったことから、「松井の恋人」とも呼ばれた。1999年放送のエアーサロンパスEXのテレビCMにおいて、顔を黒く塗った黒ずくめ姿で松井の相手投手役として出演した。2011年2月、尺骨神経麻痺により打撃投手から振興部野球振興室に異動し、同年末に退団した。
その後、東京都町田市のアートプロダクション「NVC」に転職。ドラマ・コマーシャル・ビデオクリップのセット設営や解体に従事している。

## 詳細情報

### 年度別投手成績
- 一軍公式戦出場なし

### 背番号
- 61 （1979年 - 1982年）
- 95 （1984年 - 1988年）
- 117 （1989年 - 2009年）
- 01 （2010年）
- 200 （2011年）